# Segew-Szalom
Segew-Szalom (hebr. שגב-שלום; arab. شقيب السلا, Sakíb al-Salam; oficjalna pisownia w ang. Segev-Shalom) – samorząd lokalny położony w Dystrykcie Południowym, w Izraelu. Leży w północnej części pustyni Negew, na południowy wschód od Beer Szewy.

## Historia
Osada powstała w 1979 w ramach rządowego projektu rozwoju społeczności beduińskich na Negewie.

## Demografia
Zgodnie z danymi Izraelskiego Centrum Danych Statystycznych w 2006 roku w mieście żyło 6,5 tys. mieszkańców, wszyscy Beduini.
Populacja miasta pod względem wieku:
| Wiek (w latach) | Procent populacji w % |
| --------------- | --------------------- |
| 0-4             | 20,1%                 |
| 5-9             | 17,6%                 |
| 10-14           | 14,6%                 |
| 15-19           | 10,8%                 |
| 20-29           | 15,5%                 |
| 30-44           | 14,0%                 |
| 45-59           | 5,3%                  |
| ponad 60        | 2,6%                  |

Źródło danych: Central Bureau of Statistics.

## Komunikacja
Na północ od miasteczka przebiega droga ekspresowa nr 25 (Nachal Oz-Beer Szewa-Arawa).